# Daily Record (Maryland)
O Daily Record, publicado em Baltimore, Maryland, é um jornal jurídico e de negócios em todo o estado. O jornal publica cinco dias por semana, 52 semanas por ano, exceto em determinados feriados.

## História corporativa
Fundado por Edwin Warfield, o The Daily Record foi publicado pela primeira vez em 1888 como um tribunal e um jornal comercial. Dolan Media Inc., com sede em Minneapolis, (NYSE: DM) adquiriu a Daily Record Company em 1994. O jornal lançou seu site em 1997.

## Conteúdo diário
O Daily Record informa sobre comércio, finanças, direito, negócios, construção e imóveis, com foco na cidade de Baltimore e no condado de Baltimore. A edição de sexta-feira apresenta o Maryland Business, com uma visão ampliada das notícias de negócios.
A edição de segunda-feira apresenta o Maryland Lawyer, que expande a cobertura normal do jornal sobre as tendências legais locais, regionais e nacionais. O documento rastreia os tribunais de apelação de Maryland (o Tribunal de Apelações e o Tribunal de Apelações Especiais e os tribunais selecionados em nível de julgamento, incluindo os tribunais de Baltimore City e Baltimore County e Montgomery County e inclui jurisprudência significativa e resumo de opiniões. O documento também cobre os tribunais federais de Baltimore e Greenbelt e o 4º Tribunal de Apelações do Circuito dos EUA.
Uma edição de sábado foi descontinuada em 2008.

## Publicações e eventos adicionais
O Daily Record produz uma série de publicações-alvo focadas em aspectos específicos dos negócios de Maryland. A empresa também produz o boletim informativo Maryland Family Law Monthly, que acompanha questões de direito da família no estado.
O documento organiza uma série de eventos anuais homenagem aos membros dos setores comercial, jurídico, de saúde e outras indústrias de Maryland. Entre elas estão as 100 melhores mulheres de Maryland, a liderança em direito e os Marylanders influentes.

## Blogs
On the Record é o blog jurídico do artigo e apresenta contribuições da equipe de redação e edição do artigo. Eye on Annapolis é um blog de assuntos governamentais escrito pelo repórter da Assembléia Geral de Maryland do The Daily Record, com a cobertura intensiva durante a sessão de 90 dias correndo de janeiro a março. "Maryland Business" é o blog de negócios do The Daily Record, com contribuições da equipe de redação e edição. E "Generation J.D." é o blog do The Daily Record para jovens advogados, escrito por advogados de todo o estado que são estrelas em ascensão na profissão jurídica.

## Prêmios
O documento recebeu o Prêmio de Excelência Geral de 2007 da Associação Nacional de Jornais, divisão diária de Maryland, circulação inferior a 16.000.